# Prva Liga 2012
La Prva Liga 2012 è la 1ª edizione del campionato di football americano di secondo livello, organizzato dalla SAAF.

## Squadre partecipanti
| Club                     | Città             | Stadio | Sponsor ufficiale | Risultato nella stagione 2011 |
| ------------------------ | ----------------- | ------ | ----------------- | ----------------------------- |
| Grofovi Novi Kneževac    | Novi Kneževac     |        |                   |                               |
| Inđija Indians           | Inđija            |        |                   |                               |
| Kikinda Mammoths         | Kikinda           |        |                   |                               |
| Mladenovac Forestlanders | Mladenovac        |        |                   |                               |
| Niš Imperatori           | Niš               |        |                   |                               |
| KAF Požarevac            | Požarevac         |        |                   |                               |
| Sirmium Legionaries      | Sremska Mitrovica |        |                   |                               |
| Sombor Celtis            | Sombor            |        |                   |                               |
| Vrbas Hunters            | Vrbas             |        |                   |                               |
| Zemun Gorštaci           | Zemun             |        |                   |                               |

## Stagione regolare

### Calendario

#### 1ª giornata
| 17-18 marzo 2012 | Vrbas Hunters | 49 – 0 (6-0 21-0 7-0 15-0) referto | Sirmium Legionaries |  |

| 17-18 marzo 2012 | Grofovi Novi Kneževac | 6 – 19 (0-7 0-6 6-6 0-6) referto | Kikinda Mammoths |  |

| 17-18 marzo 2012 | Zemun Gorštaci | 0 – 59 (0-26 0-12 0-14 0-7) referto | Niš Imperatori |  |

| 17-18 marzo 2012 | Inđija Indians | 40 – 6 (6-0 20-0 7-0 7-6) referto | KAF Požarevac |  |

#### 2ª giornata
| 31 marzo-1º aprile 2012 | Sirmium Legionaries | 27 – 0 (0-0 6-0 14-0 7-0) referto | Kikinda Mammoths |  |

| 31 marzo-1º aprile 2012 | Sombor Celtis | 16 – 7 (6-0 0-7 0-0 10-0) referto | Vrbas Hunters |  |

| 31 marzo-1º aprile 2012 | KAF Požarevac | 6 – 24 (0-6 0-6 6-6 0-6) referto | Zemun Gorštaci |  |

| 31 marzo-1º aprile 2012 | Mladenovac Forestlanders | 33 – 40 (9-13 9-7 0-13 15-7) referto | Inđija Indians |  |

#### 3ª giornata
| 7-8 aprile 2012 | Kikinda Mammoths | 28 – 44 (8-28 6-9 8-0 6-7) referto | Sombor Celtis |  |

| 7-8 aprile 2012 | Grofovi Novi Kneževac | 0 – 36 (0-12 0-8 0-3 0-13) referto | Sirmium Legionaries |  |

| 7-8 aprile 2012 | Niš Imperatori | 61 – 8 (8-6 22-0 8-2 23-0) referto | KAF Požarevac |  |

| 7-8 aprile 2012 | Zemun Gorštaci | 14 – 51 (6-12 0-21 8-12 0-6) referto | Mladenovac Forestlanders |  |

#### 4ª giornata
| Sombor 21-22 aprile 2012 | Sombor Celtis | 51 – 20 (12-8 14-6 6-0 19-6) referto | Grofovi Novi Kneževac | PIK Sombor (300 spett.) |

| 21-22 aprile 2012 | Vrbas Hunters | 35 – 0 (a tavolino) | Kikinda Mammoths |  |

| 21-22 aprile 2012 | Inđija Indians | 61 – 0 (22-0 20-0 13-0 6-0) referto | Zemun Gorštaci | (200 spett.) |

| 21-22 aprile 2012 | Mladenovac Forestlanders | 68 – 6 referto | Niš Imperatori |  |

#### 5ª giornata
| 28-29 aprile 2012 | Grofovi Novi Kneževac | 6 – 35 | Vrbas Hunters |  |

| Sremska Mitrovica 28-29 aprile 2012 | Sirmium Legionaries | 20 – 6 (0-0 6-0 8-0 6-6) referto | Sombor Celtis | Stadion 25.maj (300 spett.) |

| 28-29 aprile 2012 | KAF Požarevac | 20 – 34 | Mladenovac Forestlanders |  |

| 28-29 aprile 2012 | Niš Imperatori | 18 – 12 | Inđija Indians |  |

#### 6ª giornata
| Sremska Mitrovica 12-13 maggio 2012 | Sirmium Legionaries | 20 – 16 (6-7 14-9 0-0 0-0) referto | Vrbas Hunters | Stadion 25.maj (250 spett.) |

| Kikinda 12-13 maggio 2012 | Kikinda Mammoths | 28 – 18 (6-2 6-8 8-0 8-8) referto | Grofovi Novi Kneževac | Stadion ŽAK (200 spett.) |

| 12-13 maggio 2012 | Niš Imperatori | 35 – 0 | Zemun Gorštaci |  |

| 12-13 maggio 2012 | KAF Požarevac | 8 – 33 | Inđija Indians |  |

#### 7ª giornata
| 26-27 maggio 2012 | Kikinda Mammoths | 8 – 20 | Sirmium Legionaries |  |

| 26-27 maggio 2012 | Vrbas Hunters | 55 – 7 | Sombor Celtis |  |

| 26-27 maggio 2012 | Zemun Gorštaci | 28 – 26 | KAF Požarevac |  |

| 26-27 maggio 2012 | Inđija Indians | 33 – 0 | Mladenovac Forestlanders |  |

#### 8ª giornata
| 2-3 giugno 2012 | Sombor Celtis | 0 – 27 | Kikinda Mammoths |  |

| 2-3 giugno 2012 | Sirmium Legionaries | 47 – 0 | Grofovi Novi Kneževac |  |

| 2-3 giugno 2012 | KAF Požarevac | 0 – 55 | Niš Imperatori |  |

| 2-3 giugno 2012 | Mladenovac Forestlanders | 41 – 16 | Zemun Gorštaci |  |

#### 9ª giornata
| 16-17 giugno 2012 | Grofovi Novi Kneževac | 35 – 0 | Sombor Celtis |  |

| 16-17 giugno 2012 | Kikinda Mammoths | 13 – 47 | Vrbas Hunters |  |

| 16-17 giugno 2012 | Zemun Gorštaci | 0 – 35 | Inđija Indians |  |

| 16-17 giugno 2012 | Niš Imperatori | 41 – 0 | Mladenovac Forestlanders |  |

#### 10ª giornata
| 23-24 giugno 2012 | Vrbas Hunters | 49 – 0 | Grofovi Novi Kneževac |  |

| 23-24 giugno 2012 | Sombor Celtis | 0 – 35 | Sirmium Legionaries |  |

| 23-24 giugno 2012 | Mladenovac Forestlanders | 22 – 19 | KAF Požarevac |  |

| 23-24 giugno 2012 | Inđija Indians | 27 – 25 referto | Niš Imperatori |  |

### Classifiche
Le classifiche della regular season sono le seguenti:
- PCT = percentuale di vittorie, G = partite giocate, V = partite vinte,  P = partite perse, PF = punti fatti, PS = punti subiti

#### Gruppo Sever
| Pos. | Squadra               | PCT  | G | V | N | P | PF  | PS  |
| ---- | --------------------- | ---- | - | - | - | - | --- | --- |
| 1    | Sirmium Legionaries   | .875 | 8 | 7 | 0 | 1 | 205 | 79  |
| 2    | Vrbas Hunters         | .750 | 8 | 6 | 0 | 2 | 293 | 62  |
| 3    | Sombor Celtis         | .375 | 8 | 3 | 0 | 5 | 124 | 227 |
| 4    | Kikinda Mammoths      | .375 | 8 | 3 | 0 | 5 | 123 | 197 |
| 5    | Grofovi Novi Kneževac | .125 | 8 | 1 | 0 | 7 | 85  | 265 |

#### Gruppo Jug
| Pos. | Squadra                  | PCT  | G | V | N | P | PF  | PS  |
| ---- | ------------------------ | ---- | - | - | - | - | --- | --- |
| 1    | Niš Imperatori           | .875 | 8 | 7 | 0 | 1 | 334 | 62  |
| 2    | Inđija Indians           | .875 | 8 | 7 | 0 | 1 | 281 | 90  |
| 3    | Mladenovac Forestlanders | .500 | 8 | 4 | 0 | 4 | 196 | 223 |
| 4    | Zemun Gorštaci           | .250 | 8 | 2 | 0 | 6 | 82  | 314 |
| 5    | KAF Požarevac            | .000 | 8 | 0 | 0 | 8 | 93  | 297 |

## Verdetti
- Niš Imperatori e  Sirmium Legionaries promossi in Superliga 2013